# ラドゥ・コルーネ
ラドゥ・コールネ（Radu Korne, 1895年12月13日 - 1949年）は、ルーマニア王国の軍人。最終階級は少将。

## 経歴
ブカレストのボイヤー（貴族）出身。本来の姓の表記はCorneaだが、ラドゥは年代記にて記されていたKorneを好んで名乗った。
1913年、トゥルゴヴィシュテの騎兵士官学校に入学し、15年卒業。騎兵第4連隊「マリア王妃」第703機関銃分隊長として第1次世界大戦に従軍。7月31日〜8月13日にかけてタラパン高地にて行われた第二次オイトゥズ会戦で砲撃に巻き込まれ負傷するものの、8日後に護送されるまで前線を引かず指揮し続けた。この勲功により、3等ミハイ勇敢公勲章を受章。ハンガリー・ルーマニア戦争では第2機関銃大隊長。
戦後、上級戦争学校を経てフランスに留学。帰国後はシビウの騎兵特別学校教官に就任し、以後長らく教育畑を歩んだ。
第二次世界大戦勃発当時、第5騎兵旅団隷下の第6騎兵連隊長であった。1941年6月22日独ソ戦が始まると第6騎兵連隊はかねてよりソ連に支配されていたモルドバに進軍。要所を次々と陥落させた。
1941年7月22日、第6騎兵連隊隷下の山砲3個大隊を分離再編させ「コールネ」自動車化騎兵集団（2個自動車化騎兵連隊規模）を編成。8月上旬までにブグル（Bugul）を経てドニエプル川まで進軍を果たした。
9月25日、ソビエト赤軍第9軍および第18軍は大規模な反攻作戦に転じた。第5騎兵旅団はアキモフカにて深刻な打撃を受け撤退を余儀なくされるが、第6騎兵連隊は戦線を維持し続けた。これにより2等ミハイ勇敢公勲章を受章。
翌1942年、かねてよりセヴァストポリ攻略に苦悶していた第11軍司令官エーリッヒ・フォン・マンシュタイン元帥は、コールネ大佐にクリミア半島への転進を命じた。第6騎兵連隊および第10騎兵連隊、第54砲兵師団、一個対戦車大隊および二輪車部隊から編成されたコールネ支隊は、3月5日半島南部のフェオドシヤに上陸。ただちにグロデック旅団の指揮下に編入された。ケルチ郊外の戦いにおいて、重要な役割を果たし、16万人以上を捕虜にした。
1942年に第3騎兵旅団、1942年から1943年に第8騎兵師団を指揮した。1943年10月、第8騎兵師団は第8装甲騎兵師団に改編される計画であったが、実際は1944年8月まで装甲化されてはいない。同旅団はマンシュタイン指揮下のドン軍集団ルーマニア第4軍の下で作戦行動を行い、スターリングラードで包囲されたフリードリヒ・パウルス将軍の包囲解除を試みた冬の嵐作戦に参加した。1942年12月18日、騎士鉄十字章を授与された。
1944年4月から第1装甲師団の司令官に親補された。敗戦の濃くなった8月20日、バフルイ川南部にソ連軍の大規模な部隊が押し寄せた。第1装甲師団はスコブルツェニにて戦闘を展開。これは連合軍との最後の大規模な戦闘となった。23日、宮廷クーデターによりイオン・アントネスク政権が崩壊。
1944年9月、予備役に編入され、間もなく逮捕された。1946年に釈放されたが、1948年に再逮捕され、軟禁の上で病死した。

## 年譜
- 1917年 - 中尉、騎兵第4連隊「マリア王妃」第703機関銃分隊長
- 1919年 - 大尉、騎兵第2連隊連隊長附副官
- 1921年 - 上級戦争学校入学（〜23年）
- 1925年 - ソミュールの装甲騎兵科訓練学校（英語版）留学
- 1926年 - 騎兵特別学校乗馬教官及び戦術教授
- 1927年 - 少佐、同学校教育長
- 1929年 - 同学校監察官（〜31年）
- 1934年 - 中佐、第9連隊連隊長（カララシ）
- 1936年 - 第12師団参謀長
- 1938年 - 騎兵特別学校監察総監
- 1939年 - 大佐、第8騎兵連隊連隊長
- 1940年 - 第6騎兵連隊連隊長
- 1941年 - 騎兵軍団参謀長、自動車化騎兵集団司令官
- 1943年 - 少将
- 1944年 - 近衛師団長代理
  - 4月 - 第1装甲師団“大ルーマニア”司令官
  - 9月20日 - 戦争大臣（英語版）代理

## 栄典
- 2等ミハイ勇敢公勲章（英語版） - 1942年12月2日
- 一級鉄十字章 - 1939年
- 騎士鉄十字章 - 1942年12月18日